# Choi Doo-ho
Choi Doo-ho (coreano: 최두호; 10 de abril de 1991, Gumi, Corea del Sur, a menudo anglicitado como Doo Ho Choi o Dooho Choi), es un artista marcial mixto surcoreano que actualmente compite en Ultimate Fighting Championship en su división de peso pluma.

## Primeros años
Choi se licenció en Seguridad en la Universidad de Gumi.

## Carrera de artes marciales mixtas

### DEEP
Choi comenzó a hacerse notar en el mundo de las MMA después de hacer su debut en DEEP en junio de 2010, cuando se enfrentó a Yusuke Kagiyama. Choi perdió su debut en Deep por decisión dividida. Tras un breve paso por el circuito independiente, Choi volvió a DEEP en septiembre de 2010, enfrentándose a Atsuhiro Tsuboi. Ganó por TKO en el primer asalto. Quedó invicto en sus siguientes combates en MMA, venciendo a varios luchadores como Mitsuhiro Ishida, Kosuke Omeda y Nobuhiro Obiya.
Antes de ser liberado para luchar en la UFC, Choi luchó por DEEP una última vez, el 15 de junio de 2013, cuando se enfrentó al prospecto japonés Shoji Maruyama. Ganó por TKO en el segundo asalto.

### Sengoku Raiden Championship
Mientras luchaba para DEEP, Choi también firmó con el Sengoku Raiden Championship. Tuvo su primer combate en el SRC: Sengoku Raiden Championship 13, cuando se enfrentó a Ikuo Usuda. Choi ganó por decisión dividida. Unos meses más tarde, Choi estaba programado para enfrentarse a Masanori Kanehara en SRC: Sengoku Raiden Championship 15. Sin embargo, tres semanas antes del evento, Choi sufrió una lesión y la pelea fue retirada de la tarjeta.

### Ultimate Fighting Championship
En noviembre de 2013, tras una racha de nueve victorias, Choi firmó un contrato para luchar con la UFC para competir en su división de peso pluma.
Choi estaba programado para enfrentarse a Sam Sicilia el 24 de mayo de 2014, en UFC 173. Sin embargo, Choi se retiró del combate por una lesión.
Choi finalmente hizo su debut cuando se enfrentó a Juan Puig el 22 de noviembre de 2014, en UFC Fight Night: Edgar vs. Swanson. Ganó el combate por TKO a los 18 segundos del primer asalto.
Se esperaba un combate reprogramado con Sam Sicilia el 15 de julio de 2015, en UFC Fight Night: Mir vs. Duffee. Sin embargo, Choi se retiró del combate a finales de junio por razones no reveladas.
El combate con Sicilia se programó por tercera vez y tuvo lugar el 28 de noviembre de 2015, en UFC Fight Night: Henderson vs. Masvidal. Choi ganó el combate por nocaut en el primer asalto. La victoria también le valió su primer premio de bonificación por "Actuación de la Noche".
Choi se enfrentó a Thiago Tavares el 8 de julio de 2016 en The Ultimate Fighter 23 Finale. Ganó el combate por nocaut en el primer asalto.
Choi se enfrentó a Cub Swanson el 10 de diciembre de 2016, en el UFC 206. Perdió la pelea por decisión unánime. El combate fue nominado a Pelea del Año en los World MMA Awards y por ESPN. Ambos participantes fueron galardonados con el premio a la Pelea de la Noche.
Choi fue brevemente vinculado a un combate con Renan Barão que se esperaba que tuviera lugar el 15 de abril de 2017, en UFC on Fox: Johnson vs. Reis. Sin embargo, cuando comenzó a circular el anuncio del emparejamiento, Choi declinó el combate, y como resultado, se espera que Barao sea reprogramado contra un oponente diferente, posiblemente en otro evento.
Se esperaba que Choi se enfrentara a Andre Fili el 29 de julio de 2017 en UFC 214. Sin embargo, Choi se retiró del combate el 14 de junio alegando una lesión y fue sustituido por el recién llegado a la promoción Calvin Kattar.
Choi se enfrentó después a Jeremy Stephens el 14 de enero de 2018 en UFC Fight Night: Stephens vs. Choi. Perdió el combate por TKO en el segundo asalto. Ambos participantes fueron galardonados con el premio a la Pelea de la Noche.
Choi se enfrentó a Charles Jourdain el 21 de diciembre de 2019 en UFC Fight Night: Edgar vs. The Korean Zombie. Tras derribar a Jourdain en el primer asalto, Choi acabó perdiendo el combate por TKO en el segundo. Ambos participantes fueron galardonados con el premio a la Pelea de la Noche.
Choi estaba programado para enfrentarse a Danny Chávez el 31 de julio de 2021 en UFC on ESPN: Hall vs. Strickland. Sin embargo, Choi tuvo que abandonar el combate por lesión.

## Campeonatos y logros

### Artes marciales mixtas
- Ultimate Fighting Championship
  - Actuación de la Noche (dos veces) vs. Sam Sicilia y Thiago Tavares 
  - Pelea de la Noche (tres veces) vs. Cub Swanson, Jeremy Stephens, y Charles Jourdain

- World MMA Awards
  - Pelea del Año (2016) vs. Cub Swanson

- ESPN
  - Pelea del Año (2016) vs. Cub Swanson [29]

- MMADNA.nl
  - Pelea del Año 2016.vs. Cub Swanson[30]

## Récord en artes marciales mixtas
| Resultado | Récord | Oponente          | Método                     | Evento                                                       | Fecha                   | Ronda | Tiempo | Localización      | Notas                    |
| --------- | ------ | ----------------- | -------------------------- | ------------------------------------------------------------ | ----------------------- | ----- | ------ | ----------------- | ------------------------ |
| Derrota   | 14-4   | Charles Jourdain  | TKO (puñetazos)            | UFC Fight Night: Edgar vs. The Korean Zombie                 | 21 de diciembre de 2019 | 2     | 4:32   | Busan             | Pelea de la Noche.       |
| Derrota   | 14-3   | Jeremy Stephens   | TKO (codazos y puñetazos)  | UFC Fight Night: Stephens vs. Choi                           | 14 de enero de 2018     | 2     | 2:36   | San Luis, Misuri  | Pelea de la Noche.       |
| Derrota   | 14-2   | Cub Swanson       | Decsión (unánime)          | UFC 206                                                      | 10 de diciembre de 2016 | 3     | 5:00   | Toronto, Ontario  | Pelea de la Noche.       |
| Victoria  | 14-1   | Thiago Tavares    | KO (puñetazos)             | The Ultimate Fighter: Team Joanna vs. Team Cláudia Finale    | 8 de julio de 2016      | 1     | 2:42   | Las Vegas, Nevada | Actuación de la Noche.   |
| Victoria  | 13-1   | Sam Sicilia       | KO (puñetazos)             | UFC Fight Night: Henderson vs. Masvidal                      | 28 de noviembre de 2015 | 1     | 1:33   | Seúl              | Actuación de la Noche.   |
| Victoria  | 12-1   | Juan Puig         | TKO (puñetazos)            | UFC Fight Night: Edgar vs. Swanson                           | 22 de noviembre de 2014 | 1     | 0:18   | Austin, Texas     |                          |
| Victoria  | 11-1   | Shoji Maruyama    | TKO (puñetazos)            | Deep: Cage Impact 2013                                       | 15 de junio de 2013     | 2     | 2:33   | Tokio             |                          |
| Victoria  | 10-1   | Tatsunao Nagakura | TKO (parada médica)        | Deep: 61 Impact                                              | 16 de febrero de 2013   | 2     | 4:14   | Tokio             |                          |
| Victoria  | 9-1    | Kosuke Umeda      | KO (puñetazo)              | Deep: 59 Impact                                              | 18 de agosto de 2012    | 1     | 2:49   | Tokio             |                          |
| Victoria  | 8-1    | Mitsuhiro Ishida  | KO (rodillazo y puñetazos) | Deep / Smash: Japan MMA League 2011 Semifinals               | 17 de diciembre de 2011 | 1     | 1:33   | Tokio             |                          |
| Victoria  | 7-1    | Nobuhiro Obiya    | KO (rodillazo volador)     | Deep: Cage Impact 2011 in Tokyo, 2nd Round                   | 29 de octubre de 2011   | 3     | 0:15   | Tokio             |                          |
| Victoria  | 6-1    | Hisaki Hiraishi   | Decisión (unánime)         | Gladiator: Gladiator 23                                      | 3 de septiembre de 2011 | 2     | 5:00   | Hiroshima         |                          |
| Victoria  | 5-1    | Atsuhiro Tsuboi   | TKO (puñetazos)            | Deep: clubDeep Nagoya: Kobudo Fight                          | 5 de septiembre de 2010 | 1     | 4:53   | Nagoya            |                          |
| Victoria  | 4-1    | Yuichiro Ono      | TKO (puñetazos)            | Gladiator: Gladiator 7                                       | 27 de junio de 2010     | 1     | 0:26   | Sapporo           |                          |
| Victoria  | 3-1    | Ikuo Usuda        | Decisión (dividida)        | World Victory Road Presents: Sengoku Raiden Championships 13 | 20 de junio de 2010     | 3     | 5:00   | Tokio             |                          |
| Derrota   | 2-1    | Yusuke Kagiyama   | Decisión (dividida)        | Deep: Cage Impact 2010 in Osaka                              | 6 de junio de 2010      | 2     | 5:00   | Osaka             | Debut en el peso pluma.  |
| Victoria  | 2-0    | Jong Wha Lee      | TKO (puñetazos)            | M-1 Selection 2010: Asia Round 1                             | 5 de marzo de 2010      | 1     | 3:20   | Seúl              |                          |
| Victoria  | 1-0    | Takashi Matsuoka  | Sumisión (barra de brazo)  | Grachan: Grachan 3                                           | 29 de noviembre de 2009 | 1     | 1:05   | Tokio             | Debut en el peso ligero. |